# إدموند أووسو أنساه
إدموند أووسو أنساه (بالإنجليزية: Edmund Owusu-Ansah)‏ (2 أبريل 1983 بكوماسي في غانا - ) هو لاعب كرة قدم غاني في مركز الوسط. شارك مع منتخب غانا تحت 20 سنة لكرة القدم ومنتخب غانا لكرة القدم. أما مع النوادي، فقد لعب مع أشانتي كوتوكو ونادي سونغ لام نغي أن وفينيكس راسينغ ونادي هارت أوف ليونز وHaiphong FC ‏.

## روابط خارجية
- إدموند أووسو أنساه على موقع قاعدة بيانات كرة القدم.إي يو (الإنجليزية)
- إدموند أووسو أنساه على موقع ناشيونال فوتبول تيمز (الإنجليزية)
- إدموند أووسو أنساه على موقع عالم كرة القدم.نت (الإنجليزية)